# کومو (ویسکانسین)
کومو (به انگلیسی: Como) یک منطقهٔ مسکونی در ایالات متحده آمریکا است که در Geneva واقع شده‌است. کومو ۹٫۱ کیلومتر مربع مساحت و ۲٬۶۳۱ نفر جمعیت دارد و ۲۷۹ متر بالاتر از سطح دریا واقع شده‌است.